# Pomnik Karla Marksa w Chemnitz
Pomnik Karla Marksa w Chemnitz (niem. Karl-Marx-Monument) – pomnik niemieckiego filozofa, ekonomisty i działacza rewolucyjnego Karla Marksa odsłonięty 9 października 1971 w Chemnitz (wówczas Karl-Marx-Stadt w NRD).
Rzeźbę stanowi wykonana z brązu głowa Marksa o wysokości 7 metrów, umieszczona na 6-metrowym granitowym cokole. Autorem monumentu jest rosyjski rzeźbiarz Lew Kerbel.
Rzeźbę uzupełnia napis pochodzący z Manifestu komunistycznego: „Proletariusze wszystkich krajów, łączcie się!” w czterech językach: niemieckim, angielskim, francuskim i rosyjskim, który umieszczony jest na ścianie budynku za pomnikiem.

## Galeria

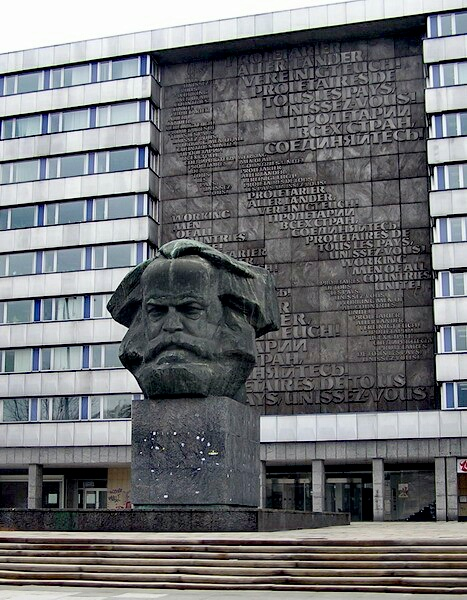
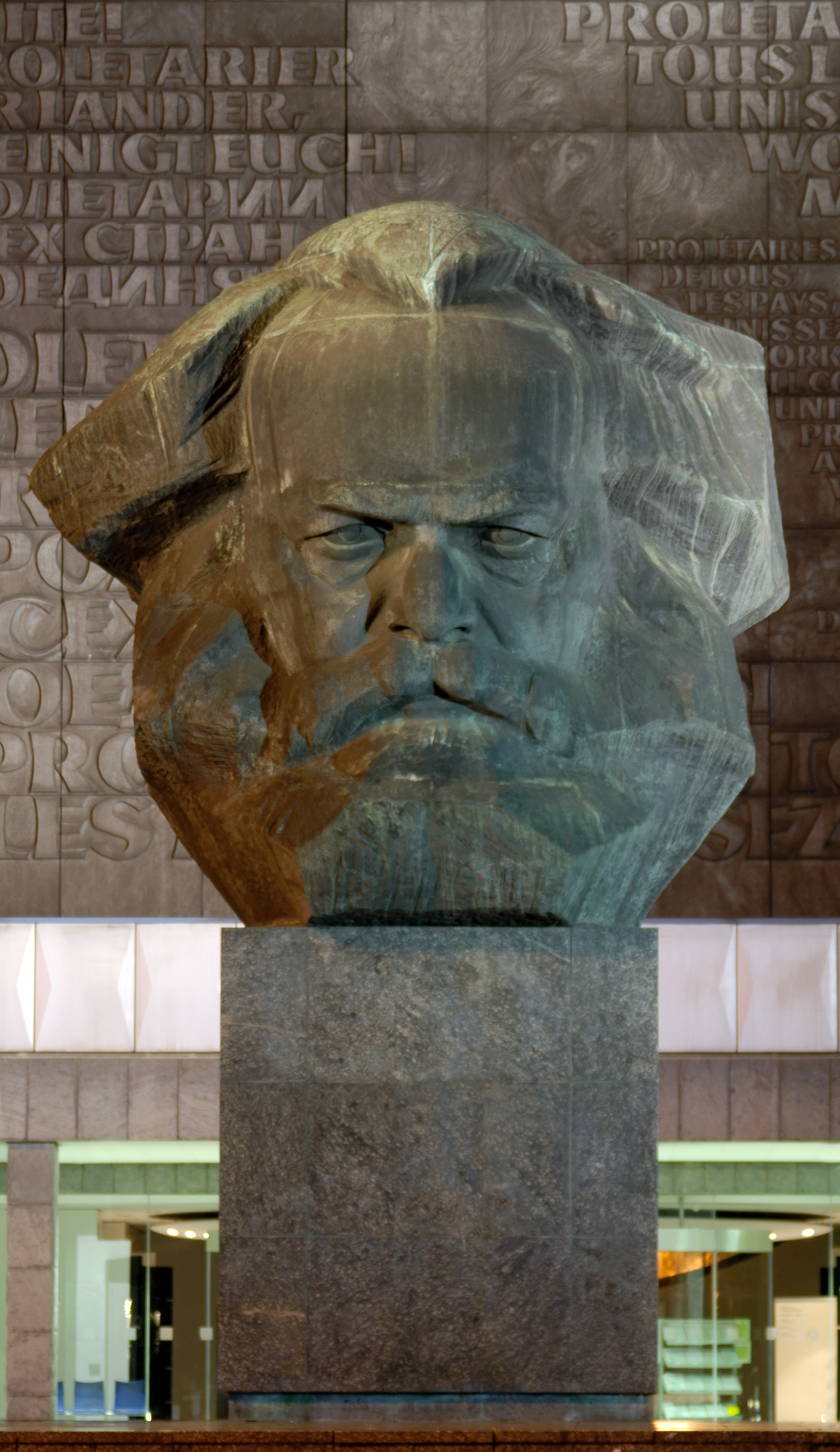
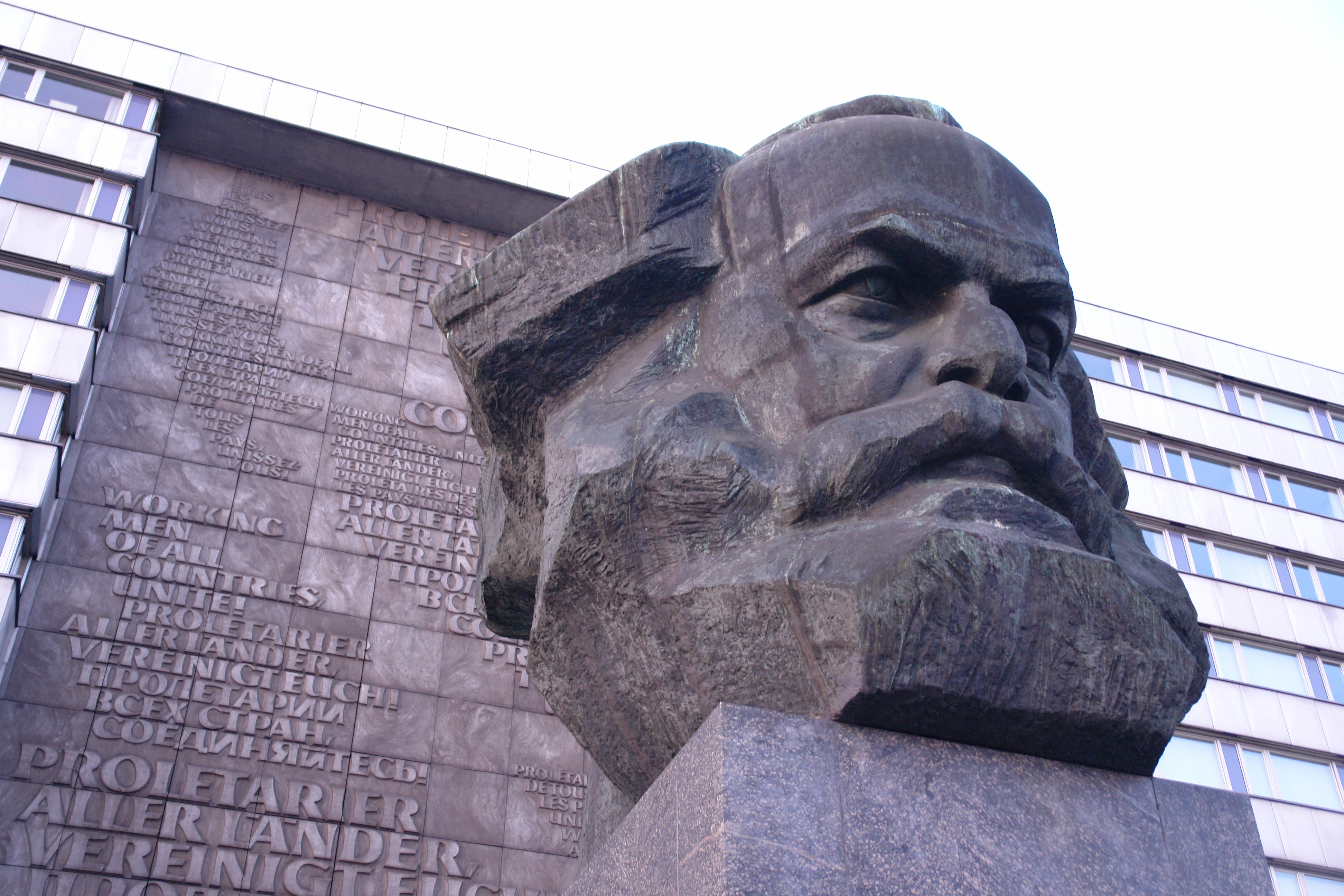
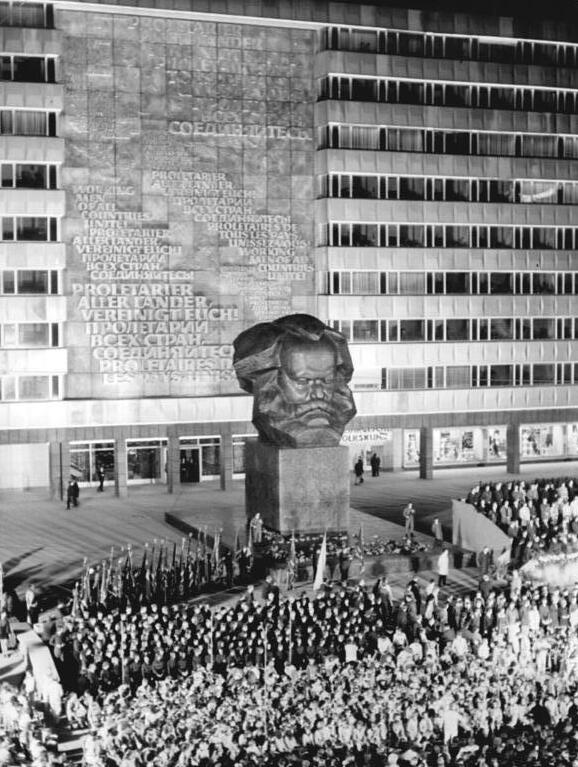